# Scott McAdams
Scott T. McAdams (Condado de Orange, 10 de outubro de 1970) é um político dos Estados Unidos. Foi prefeito de Sitka entre 2008 a 2010. Concorreu na eleição de 2010 para o senado do Alaska, ficando na terceira colocação com 60.045 votos.

## Início de vida e carreira
Nascido no Condado de Orange, mudou-se para o Alaska aos 7 anos, quando foi morar em Petersburg em 1977, a cidade tinha na época pouco mais de 2.000 habitantes.
Foi diretor de uma escola em Sitka, enquanto fazia campanha para o senado. Começou a trabalhar no distrito escolar em 2009, como supervisor de um museu.

## Carreira política
McAdams foi eleito para um período de dois anos como prefeito de Sitka, no Alasca em 2008. Depois de escolher não concorrer novamente na eleição para prefeito da cidade, o mandado de McAdams terminou em 26 de outubro de 2010. Ele foi sucedido por Cheryl Westover.

### Campanha para o senado em 2010
McAdams derrotou Jacob Seth Kern e Frank Vondersaar para a nomeação democrata no Senado, em 24 de agosto de 2010. Na eleição geral, McAdams enfrentou o candidato republicano, o ex-juiz Joe Miller, e a incumbente, Lisa Murkowski, que tinha sido derrotada por Joe Miller na primária republicana, mas decidiu se candidatar como candidata escrita. McAdams recebeu 24% dos votos, contra 34% de Miller e 41% votaram em branco (como Murkowski não tinha partido, seus votos foram considerados em branco, mas ela foi reeleita).